# Албанский лек
Лек (алб. lek, мн. ч. lekë) — денежная единица Албании с 1926 года обращалась параллельно с албанским франком, с 1947 года основная. Дробится на 100 киндарок (алб. qindarka).

Название "lek" происходит от сокращения имени Александра Великого (алб. Leka i Madh). Название дробной части лека "qindarka" происходит от слова сто (алб. qind).

## История
До объявления независимости в 1912 году Албания не имела собственной государственности. Во время владычества Османской империи на ее территории обращался турецкий пиастр. После провозглашения независимости на территории Албании начала обращаться австро-венгерская, итальянская и французская валюты.
В феврале 1926 была введена основная денежная единица золотой франк (алб. Frank Ar), равный 100 золотым киндарам (алб. Qindar Ar).  По содержанию чистого золота (0,290323 г) албанский (золотой) франк был приравнен к французскому франку. Лек (алб. Lek) был приравнен к 1/5 золотого франка, равный 100 киндарам лека (алб. Qindar Leku). Таким образом денежная система выглядела так:
1 золотой франк = 5 лекам = 100 золотым киндарам = 500 киндарам лека.
В период Итальянской оккупации 1939-1943 гг. курс франка был привязан к итальянской лире из расчёта 1 франк = 6,25 лиры.
В 1947 году франки были обменены на новую валюту — лек — по курсу 1 франк = 9 лекам. Было начато изъятие металлической монеты из оборота. В 1949 году произведён обмен банкнот в леках на банкноты нового образца без деноминации.
В 1965 году была проведена денежная реформа: старые леки обменивались на новые в соотношении 10:1.

## Банкноты

### Первый лек
Первые албанские банкноты номиналом 1, 5, 20 и 100 золотых франков были выпущены в обращение в 1926 году. Банкнота в 1 золотой франк имела двойной номинал — 5 леков, и находилась в обращении лишь 10 дней.
| Изображение                                     | Изображение       | Номинал                 | Размеры (мм) | Основные цвета | Описание        | Описание          | Водяной знак | Даты     | Даты   |
| Лицевая сторона                                 | Оборотная сторона | Номинал                 | Размеры (мм) | Основные цвета | Лицевая сторона | Оборотная сторона | Водяной знак | Введения | Печати |
| ----------------------------------------------- | ----------------- | ----------------------- | ------------ | -------------- | --------------- | ----------------- | ------------ | -------- | ------ |
|                                                 |                   | 1 золотой франк 5 леков | 93×50        | светло-медный  | н/д             | н/д               | н/д          | 1926     | 1926   |
| Масштаб изображений — 1,0 пикселя на миллиметр. |                   |                         |              |                |                 |                   |              |          |        |

### Лек периода оккупации
В 1939 году Албания была оккупирована Италией. В 1940 году итальянской администрацией были выпущены банкноты номиналом 2 и 10 леков и 100 франгов. В 1942 году дополнительно была выпущена банкнота номиналом 5 леков.
| Изображение                                     | Изображение       | Номинал     | Размеры (мм) | Основные цвета                   | Описание        | Описание          | Водяной знак | Даты     | Даты            |
| Лицевая сторона                                 | Оборотная сторона | Номинал     | Размеры (мм) | Основные цвета                   | Лицевая сторона | Оборотная сторона | Водяной знак | Введения | Печати          |
| ----------------------------------------------- | ----------------- | ----------- | ------------ | -------------------------------- | --------------- | ----------------- | ------------ | -------- | --------------- |
|                                                 |                   | 2 лека      | н/д          | бордовый медный                  | н/д             | н/д               | н/д          | 1940     | 10 ноября 1940  |
|                                                 |                   | 5 леков     | н/д          | зелёный жёлтый медный            | н/д             | н/д               | н/д          | 1942     | 9 июня 1942     |
|                                                 |                   | 10 леков    | н/д          | оранжевый медный                 | н/д             | н/д               | н/д          | 1940     | 18 августа 1940 |
|                                                 |                   | 100 франгов | н/д          | красный жёлтый фиолетовый медный | н/д             | н/д               | н/д          | 1940     | май 1940        |
| Масштаб изображений — 1,0 пикселя на миллиметр. |                   |             |              |                                  |                 |                   |              |          |                 |

### Послевоенный лек
В 1949 году введена серия банкнот номиналами 10, 50, 100, 500 и 1000 леков. Вторая серия с аналогичным дизайном введена в 1957 году.
| Выпуск 1947 года                                | Выпуск 1947 года  | Выпуск 1947 года | Выпуск 1947 года | Выпуск 1947 года       | Выпуск 1947 года                      | Выпуск 1947 года                 | Выпуск 1947 года                | Выпуск 1947 года | Выпуск 1947 года |
| Изображение                                     | Изображение       | Номинал (леков)  | Размеры (мм)     | Основные цвета         | Описание                              | Описание                         | Водяной знак                    | Даты             | Даты             |
| Лицевая сторона                                 | Оборотная сторона | Номинал (леков)  | Размеры (мм)     | Основные цвета         | Лицевая сторона                       | Оборотная сторона                | Водяной знак                    | Введения         | Печати           |
| ----------------------------------------------- | ----------------- | ---------------- | ---------------- | ---------------------- | ------------------------------------- | -------------------------------- | ------------------------------- | ---------------- | ---------------- |
|                                                 |                   | 10               | 120×60           | зелёный                | Герб НРА, солдат                      | Номинал                          | Повторяющиеся узоры             | 1947             | 1947             |
|                                                 |                   | 50               | 134×67           | медный                 | Герб НРА, солдат                      | Номинал                          | Повторяющиеся узоры             | 1947             | 1947             |
|                                                 |                   | 100              | 150×75           | фиолетовый             | Герб НРА, солдат                      | Номинал                          | Повторяющиеся узоры             | 1947             | 1947             |
|                                                 |                   | 500              | 164×82           | светло-медный          | Герб НРА, солдат                      | Номинал                          | Повторяющиеся узоры             | 1947             | 1947             |
|                                                 |                   | 1000             | 180×90           | серый жёлтый зелёный   | Герб НРА, солдат                      | Номинал                          | Повторяющиеся узоры             | 1947             | 1947             |
| Выпуск 1949 и 1957 годов                        |                   |                  |                  |                        |                                       |                                  |                                 |                  |                  |
|                                                 |                   | 10               | 125×65           | красный                | Герб НРА и номинал                    | Герб НРА и номинал               | Повторяющаяся надпись 'B.SH.SH' | 1949             | 1949, 1957       |
|                                                 |                   | 50               | 135×75           | синий                  | Портрет Скандербега                   | Герб НРА и солдат                | Повторяющаяся надпись 'B.SH.SH' | 1949             | 1949, 1957       |
|                                                 |                   | 100              | 145×85           | зелёный                | Герб НРА и солдат                     | Номинал                          | Повторяющаяся надпись 'B.SH.SH' | 1949             | 1949, 1957       |
|                                                 |                   | 500              | 165×90           | серый медный           | Портрет Скандербега и трактор с сеном | Герб НРА и крестьянка с пшеницей | Повторяющаяся надпись 'B.SH.SH' | 1949             | 1949, 1957       |
|                                                 |                   | 1000             | 175×95           | медный зелёный голубой | Портрет Скандербега и нефтяная вышка  | Герб НРА и шахтёр                | Повторяющаяся надпись 'B.SH.SH' | 1949             | 1949, 1957       |
| Масштаб изображений — 1,0 пикселя на миллиметр. |                   |                  |                  |                        |                                       |                                  |                                 |                  |                  |

### Второй лек
Купюры как и монеты для денежной реформы были напечатаны заранее, в 1964 году. По итогу реформы 1965 года была введена серия банкнот с номиналами в 1, 3, 5, 10, 25, 50 и 100 леков. Вторая серия с аналогичным дизайном введена в 1976 году, когда страна сменила название на Народную Социалистическую Республику. В 1991 году в обращение была введена банкнота достоинством 100 леков, за ней последовала банкнота в 500 леков.
| Выпуски 1964 и 1976 годов                       | Выпуски 1964 и 1976 годов | Выпуски 1964 и 1976 годов | Выпуски 1964 и 1976 годов | Выпуски 1964 и 1976 годов | Выпуски 1964 и 1976 годов                                  | Выпуски 1964 и 1976 годов                                                                              | Выпуски 1964 и 1976 годов                                | Выпуски 1964 и 1976 годов | Выпуски 1964 и 1976 годов |
| Изображение                                     | Изображение               | Номинал (леков)           | Размеры (мм)              | Основные цвета            | Описание                                                   | Описание                                                                                               | Водяной знак                                             | Даты                      | Даты                      |
| Лицевая сторона                                 | Оборотная сторона         | Номинал (леков)           | Размеры (мм)              | Основные цвета            | Лицевая сторона                                            | Оборотная сторона                                                                                      | Водяной знак                                             | Введения                  | Печати                    |
| ----------------------------------------------- | ------------------------- | ------------------------- | ------------------------- | ------------------------- | ---------------------------------------------------------- | --- | -------------------------------------------------------- | ------------------------- | ------------------------- |
|                                                 |                           | 1                         | 105×55                    | зелёный                   | крестьянин и крестьянка со снопом пшеницы в руках          | замок Шкодер                                                                                           | Повторяющаяся надпись 'B.SH.SH' и пятиконечные звёзды    | 1965                      | 1964 1975                 |
|                                                 |                           | 3                         | 110×60                    | коричневый                | женщина с корзиной винограда                               | вид на город Влёра                                                                                     | Повторяющаяся надпись 'B.SH.SH' и пятиконечные звёзды    | 1965                      | 1964 1975                 |
|                                                 |                           | 5                         | 125×65                    | красно- коричневый        | поезд, пересекающий мост и грузовой автомобиль             | плывущий корабль                                                                                       | Повторяющаяся надпись 'B.SH.SH' и пятиконечные звёзды    | 1965                      | 1964 1975                 |
|                                                 |                           | 10                        | 136×75                    | зелёный                   | женщина на ткацкой фабрике                                 | группа людей у дворца культуры и портрет Наима Фрашери                                                 | Повторяющаяся надпись 'B.SH.SH' и пятиконечные звёзды    | 1965                      | 1964 1975                 |
|                                                 |                           | 25                        | 150×85                    | тёмно-синий               | крестьянка со снопом в руках                               | трактор, вспахивающий поле                                                                             | Повторяющаяся надпись 'B.SH.SH' и пятиконечные звёзды    | 1965                      | 1964                      |
|                                                 |                           | 50                        | 165×90                    | красный                   | армия на параде и портрет Скандербега                      | строящееся здание                                                                                      | Повторяющаяся надпись 'B.SH.SH' и пятиконечные звёзды    | 1965                      | 1964 1975                 |
|                                                 |                           | 100                       | 175×95                    | коричневый                | рабочий и мальчик на фоне дамбы                            | сталевар и монтажник на фоне завода                                                                    | Повторяющаяся надпись 'B.SH.SH' и пятиконечные звёзды    | 1965                      | 1964 1975                 |
| Выпуск 1991 года                                |                           |                           |                           |                           |                                                            | |                                                          |                           |                           |
|                                                 |                           | 100                       | 160×78                    | пурпурный                 | сталевары на фоне завода                                   | завод                                                                                                  | Повторяющаяся надпись «BANKA E SHTETIT SHQIPTAR», звезды | 1991                      | 1991                      |
|                                                 |                           | 500                       | 159×79                    | голубой оранжевый         | женщина с подсолнухами, орнамент с номиналом               | горный пейзаж                                                                                          | Повторяющаяся надпись «BANKA E SHTETIT SHQIPTAR», звезды | 28 июня 1991              | 1991 1996                 |
| Выпуск 1992 года                                |                           |                           |                           |                           |                                                            | |                                                          |                           |                           |
|                                                 |                           | 100                       | 154x72                    | фиолетовый                | портрет мужчины, орнамент с номиналом                      | горный пейзаж с орлом на переднем плане, орнамент с номиналом                                          | Повторяющаяся надпись «BANKA E SHTETIT SHQIPTAR»         | 16 марта 1993             | 1993 1994 1996            |
|                                                 |                           | 200                       | 162x78                    | коричневый                | портрет Исмаила Кемали, орнамент с номиналом               | албанский двуглавый орёл и сцена провозглашения независимости, орнамент с номиналом                    | Повторяющаяся надпись «BANKA E SHTETIT SHQIPTAR»         | 1 октября 1992            | 1992 1994 1996            |
|                                                 |                           | 500                       | 170x78                    | синий                     | портрет Наима Фрашери, орнамент с номиналом                | горящая свеча со стихами Фрашери и открытая книга с изображением горного пейзажа, орнамент с номиналом | Повторяющаяся надпись «BANKA E SHTETIT SHQIPTAR»         | 1 октября 1992            | 1992 1994 1996            |
|                                                 |                           | 1000                      | 178x78                    | зелёный                   | портрет Георга Кастриоти Скандербега, орнамент с номиналом | герб Скандербега и крепость Круя, орнамент с номиналом                                                 | Повторяющаяся надпись «BANKA E SHTETIT SHQIPTAR»         | 1 октября 1992            | 1992 1994 1995 1996       |
| Масштаб изображений — 1,0 пикселя на миллиметр. |                           |                           |                           |                           |                                                            | |                                                          |                           |                           |

### Выпуск 1992 года (Валютный лек)
В связи с нехваткой наличных денег в обращении в 1992 году были выпущены банкноты в 10 и 50 валютных леков (алб. Lek Valutë), при этом их стоимость была повышена в 50 раз: 10 валютных леков = 500 леков, 50 валютных леков = 2500 леков. Банкноты находились в обращении всего один год и вскоре были заменены банкнотами образца 1992 года. Банкнота в 1 валютный лек была напечатана, но в обращение не выпущена.
| Изображение                                     | Изображение       | Номинал (леков) | Размеры (мм) | Основные цвета | Описание        | Описание               | Описание                                              | Дата печати |
| Лицевая сторона                                 | Оборотная сторона | Номинал (леков) | Размеры (мм) | Основные цвета | Лицевая сторона | Оборотная сторона      | Водяной знак                                          | Дата печати |
| ----------------------------------------------- | ----------------- | --------------- | ------------ | -------------- | --------------- | ---------------------- | ----------------------------------------------------- | ----------- |
|                                                 |                   | 1               | 165×75       | фиолетовый     | сталевар        | опора ЛЭП, турбина ГЭС | Повторяющаяся надпись 'B.SH.SH' и пятиконечные звёзды | 1992        |
|                                                 |                   | 10              | 165×75       | зелёный        | сталевар        | опора ЛЭП, турбина ГЭС | Повторяющаяся надпись 'B.SH.SH' и пятиконечные звёзды | 1992        |
|                                                 |                   | 50              | 165×75       | коричневый     | сталевар        | опора ЛЭП, турбина ГЭС | Повторяющаяся надпись 'B.SH.SH' и пятиконечные звёзды | 1992        |
| Масштаб изображений — 1,0 пикселя на миллиметр. |                   |                 |              |                |                 |                        |                                                       |             |

### Третий лек
11 июля 1997 года была введена в обращение новая серия банкнот 1996-97 годов. 2000 лек была введена в обращение в 2008 году.
В 2019 году Банк Албании выпустил новую серию банкнот с улучшенной степенью защиты и изменением материала на полимер для повышения износостойкости. В серии был представлен новый номинал - 10 000 леков, это банкнота самого высокого номинала, из выпущенных для общего обращения в Албании. Первые два номинала, выпущенные для этой серии, банкноты 200 и 5000 лек были выпущены в обращение 30 сентября 2019 года, а банкноты достоинством в 1000 и 10 000 лек были выпущены 30 июня 2021 года. Банкноты номиналом в 2000 и 500 лек планируются к выпуску в 2022 году.
| Выпуск 1996 года                                | Выпуск 1996 года  | Выпуск 1996 года | Выпуск 1996 года | Выпуск 1996 года     | Выпуск 1996 года                        | Выпуск 1996 года                                                                      | Выпуск 1996 года                          | Выпуск 1996 года | Выпуск 1996 года    |
| Изображение                                     | Изображение       | Номинал (леков)  | Размеры (мм)     | Основные цвета       | Описание                                | Описание                                                                              | Водяной знак                              | Даты             | Даты                |
| Лицевая сторона                                 | Оборотная сторона | Номинал (леков)  | Размеры (мм)     | Основные цвета       | Лицевая сторона                         | Оборотная сторона                                                                     | Водяной знак                              | введения         | печати              |
| ----------------------------------------------- | ----------------- | ---------------- | ---------------- | -------------------- | --------------------------------------- | ------------------------------------------------------------------------------------- | ----------------------------------------- | ---------------- | ------------------- |
|                                                 |                   | 100              | 130x66           | Фиолетовый оранжевый | Портрет Фана Ноли и факел               | Здание первого Парламента Албании                                                     | Портрет Фана Ноли                         | 11 июля 1997     | 1996                |
|                                                 |                   | 200              | 138x69           | Коричневый жёлтый    | Портрет Наима Фрашери и книга           | Дом, в котором родился Наим Фрашери, рукопись и перо                                  | Портрет Наима Фрашери                     | 11 июля 1997     | 1996 2001 2007 2012 |
|                                                 |                   | 500              | 145x68           | Синий                | Портрет Исмаила Кемали и двуглавый орёл | Здание, в котором была провозглашена независимость Албании, стол заседаний и телеграф | Портрет Исмаила Кемали                    | 11 июля 1997     | 1996 2001 2007 2015 |
|                                                 |                   | 1000             | 151x72           | Зелёный              | Портрет Петера Богдани и знак солнца    | Стилизованное изображение солнечной системы, католическая церковь в Вау Дейес         | Портрет Петера Богдани                    | 11 июля 1997     | 1996 2001 2007 2011 |
|                                                 |                   | 2000             | 155x72           | Пурпурный            | Портрет короля Гентия                   | Развалины древнего амфитеатра и горечавка жёлтая                                      | Портрет короля Гентия                     | 29 декабря 2008  | 2007 2012           |
|                                                 |                   | 5000             | 160x72           | Коричневый жёлтый    | Портрет Скандербега, щит и сабля        | Крепость Круя, шлем Скандербега и его конная статуя в Тиране                          | Портрет Скандербега                       | 1 января 1999    | 1996 2001 2007 2013 |
| Выпуски 2019-2022 годов                         |                   |                  |                  |                      |                                         |                                                                                       |                                           |                  |                     |
|                                                 |                   | 200              | 125x65           | Коричневый           | Портрет Наима Фрашери                   | Дом, в котором родился Наим Фрашери                                                   | отсутствует                               | 30 сентября 2019 | 2019                |
|                                                 |                   | 500              | 132x69           | Синий                | Портрет Исмаила Кемали                  | Здание, в котором была провозглашена независимость Албании, стол заседаний и телеграф | Портрет Исмаила Кемали, герб, номинал     | план. 2022       |                     |
|                                                 |                   | 1000             | 139x69           | Зелёный              | Портрет Петера Богдани                  | Стилизованное изображение солнечной системы, католическая церковь в Вау Дейес         | Портрет Петера Богдани, герб, номинал     | 30 июня 2021     | 2021                |
|                                                 |                   | 2000             | 146x72           | Пурпурный            | Портрет короля Гентия                   | Развалины древнего амфитеатра и горечавка жёлтая                                      | Портрет короля Гентия, герб, номинал      | план. 2022       |                     |
|                                                 |                   | 5000             | 153x72           | Жёлтый               | Портрет Скандербега                     | Крепость Круя                                                                         | Портрет Скандербега, герб, номинал        | 30 сентября 2019 | 2019                |
|                                                 |                   | 10000            | 160x72           | Красный              | Портрет Александра Асдрени              | Образные символы национального флага, стих из государственного гимна, ноты            | Портрет Александра Асдрени, герб, номинал | 30 июня 2021     | 2021                |
| Масштаб изображений — 1,0 пикселя на миллиметр. |                   |                  |                  |                      |                                         |                                                                                       |                                           |                  |                     |

## Монеты

### Первый лек
Первый выпуск включал номиналы в 1/4, 1/2 и 1 лек, и дробные в 5 и 10 киндаров лека, монеты были выпущены в обращение в 1926 году. Большая часть монет относящихся к первому леку, были отчеканены в Риме, с минтмаркой в виде латинской буквы "R". Монеты относящиеся к периоду 1930-1931 гг. чеканились на Лондонском монетном дворе с минтмаркой "L".
| Чеканка 1926 года       | Чеканка 1926 года | Чеканка 1926 года | Чеканка 1926 года | Чеканка 1926 года | Чеканка 1926 года           | Чеканка 1926 года               | Чеканка 1926 года |
| Изображение             | Номинал           | Диаметр           | Масса             | Гурт              | Лицевая сторона             | Оборотная сторона               | Материал          |
| ----------------------- | ----------------- | ----------------- | ----------------- | ----------------- | --------------------------- | ------------------------------- | ----------------- |
|                         | 5 киндаров лека   | 18 мм             | 4 г               | Гладкий           | Профиль льва                | Номинал над дубовой ветвью      | Бронза            |
|                         | 10 киндаров лека  | 21,5 мм           | 6 г               | Гладкий           | Профиль орла                | Номинал между лавровыми ветвями | Бронза            |
|                         | ¼ лека            | 21,5 мм           | 4 г               | Рубчатый          | Идущий лев                  | Номинал под дубовой ветвью      | Никель            |
|                         | ½ лека            | 24 мм             | 6 г               | Гладкий           | Албанский двуглавый орёл    | Геракл, борющийся со львом      | Никель            |
|                         | 1 лек             | 26,7 мм           | 8 г               | Рубчатый          | Античный профиль мужчины    | Скачущий всадник с мечом        | Никель            |
| Чеканка 1927 года       |                   |                   |                   |                   |                             |                                 |                   |
|                         | ¼ лека            | 21,5 мм           | 4 г               | Гладкий           | Идущий лев                  | Номинал под дубовой ветвью      | Никель            |
|                         | 1 лек             | 26,7 мм           | 8 г               | Рубчатый          | Античный профиль мужчины    | Скачущий всадник с мечом        | Никель            |
| Чеканка 1930-1931 годов |                   |                   |                   |                   |                             |                                 |                   |
|                         | ½ лека            | 24 мм             | 6 гр              | Гладкий           | Герб Албанского королевства | Геракл борющийся со львом       | Никель            |
|                         | 1 лек             | 26,7 мм           | 8 г               | Рубчатый          | Античный профиль мужчины    | Скачущий всадник с мечом        | Никель            |

### Лек периода итальянской оккупации
На аверсе монет оккупационного режима профиль Лека I Зогу сменил профиль монарха Италии. Интерес представляет весьма воинственное изображение монаршей особы, на некоторых монетах он изображён в военной каске. Албанский орел переместился на реверс, помещён выше цифры номинала  между фасциями. Монеты имеют утилитарный вид, в зависимости от номинала, практически не отличаются друг от друга. Утилитарность подтверждает и способ написания номинала (к примеру 0.20 лек) что демонстрирует нежелание использовать дробные части лека (киндар лек). Подобное вызвано практической необходимостью, в частности упрощение обращения монеты среди оккупантов, итальянцев.
| Чекан 1939 года | Чекан 1939 года | Чекан 1939 года | Чекан 1939 года | Чекан 1939 года | Чекан 1939 года               | Чекан 1939 года                               | Чекан 1939 года    |
| Изображение     | Номинал         | Диаметр         | Масса           | Гурт            | Лицевая сторона               | Оборотная сторона                             | Материал           |
| --------------- | --------------- | --------------- | --------------- | --------------- | ----------------------------- | --------------------------------------------- | ------------------ |
|                 | 0,20 лека       | 21,7 мм         | 4 г             | Рубчатый        | Профиль Виктора Эммануила III | Албанский двуглавый орёл между двумя фасциями | Нержавеющая сталь  |
|                 | 0,50 лека       | 24 мм           | 6 г             | Рубчатый        | Профиль Виктора Эммануила III | Албанский двуглавый орёл между двумя фасциями | Нержавеющая сталь  |
|                 | 1 лек           | 26,7 мм         | 8 г             | Рубчатый        | Профиль Виктора Эммануила III | Албанский двуглавый орёл между двумя фасциями | Нержавеющая сталь  |
|                 | 2 лека          | 30 мм           | 10 г            | Рубчатый        | Профиль Виктора Эммануила III | Албанский двуглавый орёл между двумя фасциями | Нержавеющая сталь  |
|                 | 5 леков         | 23,1 мм         | 5 г             | Надпись         | Профиль Виктора Эммануила III | Албанский двуглавый орёл между двумя фасциями | Серебро 0.835      |
|                 | 10 леков        | 27 мм           | 10 г            | Надпись         | Профиль Виктора Эммануила III | Албанский двуглавый орёл между двумя фасциями | Серебро 0.835      |
| Чекан 1940 года |                 |                 |                 |                 |                               |                                               |                    |
|                 | 0,05 лека       | 20 мм           | 3 г             | Гладкий         | Профиль Виктора Эммануила III | Номинал под дубовой ветвью                    | Алюминиевая бронза |
|                 | 0,10 лека       | 22,5 мм         | 5 г             | Гладкий         | Профиль Виктора Эммануила III | Номинал под лавровой ветвью                   | Алюминиевая бронза |
|                 | 0,20 лека       | 21,7 мм         | 4 г             | Рубчатый        | Профиль Виктора Эммануила III | Албанский орёл между двумя фасциями           | Нержавеющая сталь  |
|                 | 0,50 лека       | 24 мм           | 6 г             | Рубчатый        | Профиль Виктора Эммануила III | Албанский орёл между двумя фасциями           | Нержавеющая сталь  |
|                 | 1 лек           | 26,7 мм         | 8 г             | Рубчатый        | Профиль Виктора Эммануила III | Албанский орёл между двумя фасциями           | Нержавеющая сталь  |
|                 | 2 лека          | 30 мм           | 10 г            | Рубчатый        | Профиль Виктора Эммануила Iii | Албанский орёл между двумя фасциями           | Нержавеющая сталь  |
| Чекан 1941 года |                 |                 |                 |                 |                               |                                               |                    |
|                 | 0,20 лека       | 21,7 мм         | 4 г             | Рубчатый        | Профиль Виктора Эмманула III  | Албанский орёл между двумя фасциями           | Нержавеющая сталь  |
|                 | 0,50 лека       | 24 мм           | 6 г             | Рубчатый        | Профиль Виктора Эмманула III  | Албанский орёл между двумя фасциями           | Нержавеющая сталь  |
|                 | 1 лек           | 26.7 мм         | 8 г             | Рубчатый        | Профиль Виктора Эммануила III | Албанский орёл между двумя фасциями           | Нержавеющая сталь  |
|                 | 2 лека          | 30 мм           | 10 г            | Рубчатый        | Профиль Виктора Эммануила III | Албанский орёл между двумя фасциями           | Нержавеющая сталь  |

### Послевоенный лек
К 1947 г. после прихода к власти АПТ, монеты прошлого монархического режима изымались из обращения. Взамен были отчеканены монеты, из цинка номиналом в ½  лека, 1 лек, 2 лека и 5 лек. В 1957 году выпуск полностью повторили по заказу Албании на Ленинградском монетном дворе. Монеты данного образца обращались вплоть до денежной реформы 1965 года.
| Чекан 1947 года | Чекан 1947 года | Чекан 1947 года | Чекан 1947 года | Чекан 1947 года | Чекан 1947 года                                   | Чекан 1947 года                        | Чекан 1947 года |
| Изображение     | Номинал         | Диаметр         | Масса           | Гурт            | Лицевая сторона                                   | Оборотная сторона                      | Материал        |
| --------------- | --------------- | --------------- | --------------- | --------------- | ------------------------------------------------- | -------------------------------------- | --------------- |
|                 | ½ лека          | 18 мм           | 2,1 г           | Гладкий         | Герб Народной Социалистической Республики Албании | Номинал в окружении пятиконечных звёзд | Цинк            |
|                 | 1 лек           | 20 мм           | 3,2 г           | Гладкий         | Герб Народной Социалистической Республики Албании | Номинал в окружении пятиконечных звёзд | Цинк            |
|                 | 2 лека          | 22 мм           | 4 г             | Гладкий         | Герб Народной Социалистической Республики Албании | Номинал в окружении пятиконечных звёзд | Цинк            |
|                 | 5 леков         | 26,6 мм         | 6,2 г           | Гладкий         | Герб Народной Социалистической Республики Албании | Номинал в окружении пятиконечных звёзд | Цинк            |
| Чекан 1957 года |                 |                 |                 |                 |                                                   |                                        |                 |
|                 | ½ лека          | 18 мм           | 2,1 г           | Гладкий         | Герб Народной Социалистической Республики Албании | Номинал в окружении пятиконечных звёзд | Цинк            |
|                 | 1 лек           | 20 мм           | 3.2 г           | Гладкий         | Герб Народной Социалистической Республики Албании | Номинал в окружении пятиконечных звёзд | Цинк            |
|                 | 2 лек           | 22 мм           | 4 г             | Гладкий         | Герб Народной Социалистической Республики Албании | Номинал в окружении пятиконечных звёзд | Цинк            |
|                 | 5 леков         | 26,6 мм         | 6,2 г           | Гладкий         | Герб Народной Социалистической Республики Албании | Номинал в окружении пятиконечных звёзд | Цинк            |

### Второй лек
Результат денежной реформы 1965 года. Монеты 1988 г. номиналами в 50 киндарков и 1 лек были практически идентичны по размеру и массе. В связи с этим была выпущена новая, более тяжёлая монета в 1 лек, а также монета в 2 лека — обе из медно-никелевого сплава.
| Чекан 1964 года | Чекан 1964 года | Чекан 1964 года | Чекан 1964 года | Чекан 1964 года | Чекан 1964 года                                   | Чекан 1964 года                       | Чекан 1964 года       |
| Изображение     | Номинал         | Диаметр         | Масса           | Гурт            | Лицевая сторона                                   | Оборотная сторона                     | Материал              |
| --------------- | --------------- | --------------- | --------------- | --------------- | ------------------------------------------------- | ------------------------------------- | --------------------- |
|                 | 5 киндарок      | 18 мм           | 0.8 г           | Рубчатый        | Герб Народной Социалистической Республики Албании | Номинал                               | Алюминий              |
|                 | 10 киндарок     | 18 мм           | 1,1 г           | Рубчатый        | Герб Народной Социалистической Республики Албании | Номинал                               | Алюминий              |
|                 | 20 киндарок     | 22 мм           | 1.7 г           | Рубчатый        | Герб Народной Социалистической Республики Албании | Номинал                               | Алюминий              |
|                 | 50 киндарок     | 24,5            | 2 г             | Рубчатый        | Герб Народной Социалистической Республики Албании | Номинал                               | Алюминий              |
|                 | 1 лек           | 26.5 мм         | 2.3 г           | Рубчатый        | Герб Народной Социалистической Республики Албании | Номинал                               | Алюминий              |
| Чекан 1988 года |                 |                 |                 |                 |                                                   |                                       |                       |
|                 | 5 киндарок      | 18 мм           | 0,8 г           | Гладкий         | Герб Народной Социалистической Республики Албании | Номинал                               | Алюминий              |
|                 | 10 киндарок     | 20 мм           | 1.1 г           | Гладкий         | Герб Народной Социалистической Республики Албании | Номинал                               | Алюминий              |
|                 | 20 киндарок     | 22 мм           | 1,6 г           | Гладкий         | Герб Народной Социалистической Республики Албании | Номинал                               | Алюминий              |
|                 | 50 киндарок     | 24,1 мм         | 2 г             | Гладкий         | Герб Народной Социалистической Республики Албании | Номинал                               | Алюминий              |
|                 | 1 лек           | 24,2 мм         | 2 г             | Гладкий         | Герб Народной Социалистической Республики Албании | Номинал                               | Алюминий              |
|                 | 1 лек           | 24 мм           | 5.2 г           | Гладкий         | Герб Народной Социалистической Республики Албании | Номинал в венке из пшеничных колосьев | Медно-никелевый сплав |
| Чекан 1989 года |                 |                 |                 |                 |                                                   |                                       |                       |
|                 | 2 лека (1989)   | 26 мм           | 7.6 г           | гладкий         | Герб Народной Социалистической Республики Албании | Номинал в венке из пшеничных колосьев | Медно-никелевый сплав |

### Коммеморативная чеканка
| 25-летие освобождения Албании 1969 год | 25-летие освобождения Албании 1969 год | 25-летие освобождения Албании 1969 год | 25-летие освобождения Албании 1969 год | 25-летие освобождения Албании 1969 год | 25-летие освобождения Албании 1969 год            | 25-летие освобождения Албании 1969 год                   | 25-летие освобождения Албании 1969 год |
| Изображение                            | Номинал                                | Диаметр                                | Масса                                  | Гурт                                   | Лицевая сторона                                   | Оборотная сторона                                        | Материал                               |
| -------------------------------------- | -------------------------------------- | -------------------------------------- | -------------------------------------- | -------------------------------------- | ------------------------------------------------- | -------------------------------------------------------- | -------------------------------------- |
|                                        | 5 киндарок                             | 18 мм                                  | 0.8 г                                  | Рубчатый                               | Герб Народной Социалистической Республики Албании | Номинал                                                  | Алюминий                               |
|                                        | 10 киндарок                            | 18 мм                                  | 1.1 г                                  | Рубчатый                               | Герб Народной Социалистической Республики Албании | Номинал                                                  | Алюминий                               |
|                                        | 20 киндарок                            | 22 мм                                  | 1.6 г                                  | Рубчатый                               | Герб Народной Социалистической Республики Албании | Номинал                                                  | Алюминий                               |
|                                        | 50 киндарок                            | 24.4 мм                                | 2 г                                    | Рубчатый                               | Герб Народной Социалистической Республики Албании | Номинал                                                  | Алюминий                               |
|                                        | 1 лек                                  | 26.5 мм                                | 2.3 г                                  | Рубчатый                               | Герб Народной Социалистической Республики Албании | Номинал                                                  | Алюминий                               |
| 60 лет порту в Дурресе 1987 год        |                                        |                                        |                                        |                                        |                                                   |                                                          |                                        |
|                                        | 5 лек                                  | 38.7 мм                                | 28.2 г                                 | Рубчатый                               | Герб НСРА                                         | Барк приближающийся к средневековым портовым укреплениям | Медно-никелевый сплав                  |
| 42 года Железной дороге 1988 год       |                                        |                                        |                                        |                                        |                                                   |                                                          |                                        |
|                                        | 5 лек                                  | 38.7 мм                                | 28.2 г                                 | Рубчатый                               | Электропоезд выходящий из туннеля                 | Паровоз выходящий из туннеля                             | Медно-никелевый сплав                  |
| 45-летие освобождению 1989             |                                        |                                        |                                        |                                        |                                                   |                                                          |                                        |
|                                        | 2 лека                                 | 26 мм                                  | 7.6 г                                  | Гладкий                                | Герб НСРА                                         | Албанский партизан на фоне красной звезды                | Медно-никелевый сплав                  |

### Третий лек
Результат денежной реформы 1995 года.
| Изображение | Изображение | Номинал   | Диаметр  | Масса  | Гурт     | Лицевая сторона                  | Оборотная сторона                              | Материал                    | Период чеканки |
| ----------- | ----------- | --------- | -------- | ------ | -------- | -------------------------------- | ---------------------------------------------- | --------------------------- | -------------- |
|             |             | 1 лек     | 18,1 мм  | 3 г    | Гладкий  | Пеликан                          | Номинал украшенный цветочным венком            | Бронза                      | 1996 г.        |
|             |             | 1 лек     | 18,1     | 3 г    | Гладкий  | Пеликан                          | Номинал украшенный цветочным венком            | Сталь с медным покрытием    | 2008-2013 г.   |
|             |             | 5 леков   | 20 мм    | 3,12 г | Гладкий  | Герб Албании                     | Номинал с оливковой ветвью                     | Сталь с никелевым покрытием | 1995-2020 г.   |
|             |             | 10 леков  | 21,25 мм | 3.6 г  | Рубчатый | Крепость Берат XIII век          | Номинал в венке из лавровой и оливковой ветвей | Алюминиевая бронза          | 1996-2000 г.   |
|             |             | 10 леков  | 21,25 мм | 3,6 г  | Рубчатый | Крепость Берат XIII век          | Номинал в венке из лавровой и оливковой ветвей | Сталь с латунным покрытием  | 2009-2018 г.   |
|             |             | 20 леков  | 22,5 мм  | 5 г    | Рубчатый | Корабль Либурна                  | Номинал в венке из дубовой и лавровой ветвей   | Алюминиевая бронза          | 1996-2000 г.   |
|             |             | 20 леков  | 23 мм    | 4,6 г  | Рубчатый | Корабль Либурна                  | Номинал в венке из дубовой и лавровой ветвей   | Сталь с латунным покрытием  | 2012-2020 г.   |
|             |             | 50 леков  | 24,25 мм | 5,5 г  | Рубчатый | Гентий — последний царь Иллирика | Номинал в венке из пшеничных колосьев          | Медно-никелевый сплав       | 1996-2020 г.   |
|             |             | 50 леков  | 24,25 мм | 5,5 г  | Рубчатый | Номинал в круге                  | Стилизованный античный шлем                    | Медно-никелевый сплав       | 2003 г.        |
|             |             | 100 леков | 24,75 мм | 6,4 г  | Рубчатый | Тевта — Иллирийская царица       | Номинал в венке из пшеничных колосьев          | Биметалл                    | 2000 г.        |